# Antonio Betancort
Antonio Rodrigo Betancort Barrera (Las Palmas, 13 de março de 1937 – Las Palmas, 15 de março de 2015) foi um futebolista espanhol, atuava como goleiro.

## Carreira
Antonio Betancort jogou por Las Palmas, Real Madrid, e Deportivo La Coruña, fez parte do elenco da Seleção Espanhola de Futebol da Copa do Mundo de 1966.